# Friedrich von Neuberg
Friedrich von Neuberg (* wahrscheinlich auf dem Stammsitz in Neuberg, heute Podhradí u Aše; † um 1382) war ein Landadeliger aus der Familie von Neuberg und Raubritter.
Friedrich von Neuberg war der Sohn von Konrad von Neuberg. Verheiratungen und Nachkommen von ihm sind nicht bekannt. Als verarmte landadelige Familie und bereits längere Zeit mit der reichen Reichsstadt Eger, heute Cheb, verfeindet, der die Familie auch Besitzungen abtreten musste, setzte Friedrich von Neuberg die Überfälle auf die Stadt fort. Betroffen waren Besitzungen der Stadt Eger, die sich über die umliegenden Dörfer und entfernte Einzelhöfe erstreckten. Bedroht waren auch die Handelswege, die für Kaufleute und Egerer Bürger unsicher waren. Zahlreiche Angehörige von Adelsfamilien des Umlandes waren bandenmäßig organisiert und beteiligten sich an den Überfällen. Der Verwandte Hans von Neuberg war beispielsweise nach der Guttenberger Fehde von 1380 an der anschließenden Adelsfehde gegen Eger (1381/82–1396) beteiligt. 
1374 wurde Friedrich von der Stadt Eger geächtet, der Eintrag im Achtbuch findet sich vom 11. November 1374. Die Ächtung sollte ihm jegliche Unterstützung entziehen und erlaubte der Stadt Eger, ihn mit Söldnern gefangen nehmen zu können. Schließlich wurde er 1382 bei dem Vorhaben, zwei Egerer Bürger auf der Kirchweih von Wildstein (heute Skalná) zu entführen, von Söldnern gefasst und in Eger eingesperrt. Unter Folter, in mehreren Seiten dokumentiert im Buch der Gebrechen, gestand er seine Taten, darunter mehrere Pferdediebstähle. Es gab offenbar Kundschafter innerhalb der Stadt, die wichtige Informationen weitergaben. Der Verbleib des gestohlenen Viehs wurde bekannt. Ausführlich musste Friedrich seine Unterstützer benennen, selbst Personen, die ihm trotz seiner Ächtung Nahrung oder Quartier gegeben haben. Unter seinen Anhängern finden sich Angehörige der Familien von Dölau, Toss, Watzdorf oder Haslau. Er gestand auch Übergriffe auf Besitz des Klosters Waldsassen. Friedrich von Neuberg ist nach 1382 nicht mehr urkundlich nachweisbar. Es ist anzunehmen, dass er unter der Folter oder an deren Folgen starb oder hingerichtet wurde.